# Interscript (Beschreibungssprache)
InterScript ist eine Auszeichnungssprache zur Beschreibung des Text-, Layout- und Formatierungsinhalts von Textverarbeitungsdokumenten. Text und Formatierung eines solchen Dokuments sollen durch Tags so markiert werden, dass der Quelltext als Klartext unkompliziert gespeichert werden und die Umwandlung zwischen verschiedenen Datenformaten ohne Informationsverlust erfolgen kann.
Obwohl Interscript als sehr leistungsfähig galt, war es bereits um die Jahrtausendwende zu komplex und gleichzeitig zu wenig entwickelt, um dauerhaft gegenüber Konkurrenzsystemen wie noweb bestehen zu können.

## Weblink
- Auszeichnungssprache Interscript (englisch)